# ヨハン・ヨーゼフ・シュメラー
ヨハン・ヨーゼフ・シュメラー（Johann Joseph Schmeller、1796年7月12日 - 1841年10月1日）はドイツの肖像画家である。ヴァイマル公国の宮廷画家を務めた。ヨハン・ヴォルフガング・フォン・ゲーテ(1749-1832)のためにも働き、ゲーテを描いた有名な肖像画を残したほか、ゲーテと同時代の人々の肖像画を残した。

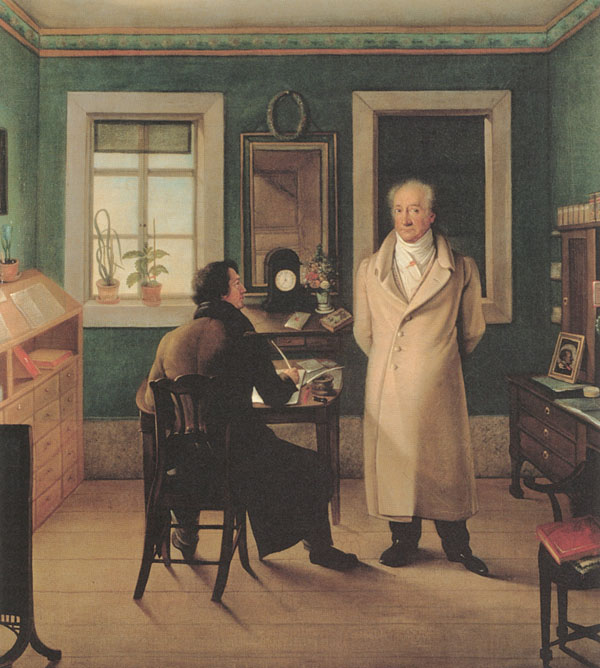
口述筆記を行なうゲーテ(1834年)

## 略歴
テューリンゲンのグロスオブリンゲン(Großobringen)に生まれた。画家を志して1815年から、ヴァイマルの美術学校で、ヴァイマルの宮廷画家、フェルディナント・ヤーゲマン（Ferdinand Jagemann:1780-1820)に学んだ。ヤーゲマンが没した後、1821年からザクセン＝ヴァイマル＝アイゼナハ大公カール・アウグストの意向で、アントウェルペンの美術学校（現在のArtesis Hogeschool Antwerpen）に送られて修行を続け、1824年に帰国するとヤーゲマンの仕事を継いで、宮廷画家、美術学校の教授となった。ヴァイマルで晩年を過ごしていたゲーテに仕えることになった。
シュメラーのもっとも有名なゲーテの肖像画「口述筆記を行なうゲーテ」はゲーテ没後の1834年に描かれた。ゲーテを訪れた人々の多くの肖像画を残し、100点以上の肖像画がゲーテ国立博物館（Goethe-Nationalmuseum）に残されている。

## 作品
- フランツ・グリルパルツァー（詩人）
- カール・グスタフ・カルス(哲学者)
- ヨハン・ペーター・エッカーマン(詩人）
- ヨハン・ヤコブ・グラフ(俳優)
- C.F.E.フロムマン（出版者）
- ヨハン・アンドレアス・シュトゥンプフ（楽器製作者）
- ヴィルヘルム・フォン・フンボルト(学者)